# Baie Pénicouane
La baie Pénicouane est un plan d'eau douce dans la partie sud-est du lac Mistassini, dans le territoire de Eeyou Istchee Baie-James (municipalité), dans la région administrative du Nord-du-Québec, dans la province de Québec, au Canada. La rive est de la baie s'avère la limite Ouest de Mistissini (municipalité de village cri).
La baie Pénicouane fait partie de la réserve faunique des Lacs-Albanel-Mistassini-et-Waconichi sauf le dernier 0,8 km de la partie sud de la baie. Cette baie est située dans les cantons de Vallière (partie nord) et de Plamondon (partie sud).
La foresterie constitue la principale activité économique de cette zone; les activités récréotouristiques, en second. La rive Ouest du lac Mistassini est desservie par quelques routes forestières se reliant à la route principale (sens nord-sud) qui part de Chibougamau et qui remonte vers le nord. Une route forestière secondaire relie le sud de la baie Pénicouane à cette route principale.
La surface de la baie Pénicouane est habituellement gelée de la mi-novembre à la fin avril, toutefois la circulation sécuritaire sur la glace se fait généralement du début décembre à la fin mars. Cette anse constitue un refuge pour la navigation en cas de fort vent.

## Géographie
Les bassins versants voisins de la baie Pénicouane sont:
- côté nord : lac Mistassini, rivière Rupert, baie Radisson, rivière Saint-Urcisse, rivière De Maurès ;
- côté est : rivière Pipounichouane, lac Diéréville, baie du Poste (lac Mistassini), baie Cabistachouane, baie Abatagouche, rivière Chalifour, rivière à la Perche (lac Mistassini) ;
- côté sud : rivière Mistago, rivière Barlow (rivière Chibougamau), rivière Blaiklock, rivière Chébistuane ;
- côté ouest : ruisseau Nimekisaamiika, rivière Brock (rivière Chibougamau), lac Lemieux (rivière Brock Nord).

La baie Pénicouane compte une seule île. Cette baie qui a une longueur de 24,0 km et une largeur de 2,0 km, est formée en longueur presque en ligne droite. Les principales caractéristiques du lac sont (sens horaire à partir de sortie) :
- une baie s'étirant sur 1,6 km vers l'est recueillant un petit ruisseau ;
- une baie étroite s'étirant sur 1,1 km vers le sud-est ;
- une baie étroite s'étirant sur 1,6 km vers le sud.

Note : la rive ouest est presque rectiligne.
L'entrée de la baie Pénicouane comporte une largeur de 0,5 km. Le milieu de cette entrée est situé à:
- 58,1 km au nord du lac Chibougamau ;
- 81,3 km au nord-est de l'embouchure du lac Mistassini (confluence avec la rivière Rupert) ;
- 15,0 km au nord-ouest du centre du village de Mistissini (municipalité de village cri) ;
- 68,1 km au nord-est du centre-ville de Chibougamau ;
- 387 km à l'est de l'embouchure de la rivière Rupert (confluence avec la baie de Rupert à Waskaganish (municipalité de village cri))[1].

À partir de l'embouchure de la baie Pénicouane, le courant coule sur 81,4 km d'abord vers le nord en traversant la baie Abatagouche, puis l'archipel Kasapominskat située dans la partie sud-est du lac Mistassini jusqu'à l'embouchure du lac Mistassini (située sur la rive Ouest). Finalement, le courant emprunte vers l'ouest le cours de la rivière Rupert, jusqu'à la baie de Rupert.

## Toponymie
Le botaniste et ethnologue Jacques Rousseau qui a étudié la toponymie du lac Mistassini affirmait, en 1948, que le nom de Pénicouane avait été attribué par erreur à cette baie. Selon ses propres informations recueillies par lui-même auprès des Cris de la région, ceux-ci identifiaient la baie sous le nom de Wakotowkow, signifiant « hautes berges abruptes ». Les Cris attribuaient le nom de Pénicouane ou mieux encore, celui non déformé de Pipounichouane, à une rivière qui débouche dans une baie située à quelques kilomètres plus au nord-est se déversant dans le lac Mistassini. Si on se fie aux descriptions des lieux et aux mentions du toponyme faites par James Richardson («[...] a bay [...] called Poonichuan», 1870), Henry O'Sullivan (Ponachuan Bay, 1899?) et sur deux cartes publiées, l'une en 1900 par le département de la Colonisation et des Mines du Québec («Ponichouan or Winter Bay») et l'autre en 1903 par le Geological Survey of Canada (Punichuan Bay), il n'est pas déraisonnable de conclure que ladite baie Pénicouane comprendrait toute l'extrémité sud-ouest du lac Mistassini à l'intérieur d'une ligne tirée à partir de la pointe Crevier et montant en direction nord-est jusqu'à la hauteur de la pointe sud de l'île Manitounouc.
Malgré l'avis de Rousseau, le toponyme « Pénicouane » ne fut pas modifié pour celui de Wakotowkow; de surplus, celui de Pipounichouane fut rattaché au cours d'eau décrit plus haut. Les deux toponymes, de même origine, ont donc continué à évoluer en parallèle. Ils signifieraient campement d'hiver, bien qu'une autre source ait aussi fourni la traduction là où le courant cesse, de pùn, fin, arrêt et chiwan, courant. Comme Rousseau et O'Sullivan ont été directement en contact avec les Cris, leur approche devrait être privilégiée et campement d'hiver retenu comme traduction, de pipoun, hiver et siwin, campement temporaire.
Le toponyme "Baie Pénicouane" a été officialisé le 5 décembre 1968 par la Commission de toponymie du Québec, soit à la création de cet organisme.